# Lluerces
Lluerces és una entitat de població, amb la categoria històrica de llogaret, pertanyent al conceyu de Pravia, al Principat d'Astúries (Espanya). S'emmarca dins de la parròquia de Courias. Alberga una població de 36 habitants (INE 2009) i està situat en el marge esquerre de les valls baixes del riu Narcea.
La principal via de comunicació és la carretera AS-347, que comunica Lluerces amb Cornellana, al conceyu de Salas, i Repolles.
L'església de San Miguel, d'estil romànic, l'edificació de la qual data del segle xiii, encara que el seu origen pot ser del segle xi consta d'una única nau amb capçalera rectangular, als peus de la qual es troba una pila d'aigua beneïda de base romànica. En el seu interior, la volta de canó i arc de triomf amb columnes adossades, amb becs de serra i urpes a la base.
Conserva importants pintures murals, datades en el segle xvii, que pertanyen al renaixement tardà, denominat manierisme. que decoren tot el presbiteri i que han romàs ocultes durant els últims temps. Aquestes pintures, encara que similars, són posteriors a les trobades en els temples propers de Quinzanas i Pronga, d'estil romànic arcaïtzant. Les obres de restauració escomeses en els últims anys, van permetre també el descobriment de l'arc romànic primitiu, que dona accés al presbiteri.
Entre les talles de les quals disposa, cal destacar:
- Mare de Déu, d'estil romànic, datada en el segle xii.
- Sant Joan Baptista, probablement de la mateixa escola que El Salvador de Oviedo.
- San Miguel, d'estil gòtic.

D'altra banda, cal destacar que almenys, fins a mitjan segle xix, Lluerces formava una parròquia pròpia, de la qual depenien els llocs de Cabrafigal, La Abeyera, Las Campas, Repolles, Villagonzay i el propi Lluerces; tal com recull Pascual Madoz en el seu diccionari de 1849:
| « | LUERCES (San Miguel de): feligresia a la província i diòcesi d'Oviedo (6 llegües), partit judicial i ajuntament de Pravia. SITUACIÓ: a l'esquerra del riu Narcea en la faldilla de la serralada que va des de Cornellana a Courias; amb bona ventilació i CLIMA saludable. Té unes 66 cases repartides en els llocs de Cabrafigal, la Abeyera, La Campa, Repolles, Villagonzay i el que li dona nom. L'església (San Miguel) està en el de Lluerces i serveix el culte un capellà de provisió ordinària en concurs. Confina el TERME al nord Sandamías; a l'est el riu Narcea i Courias; al sud amb el mateix riu; i a l'oest Cornellana. El TERRENY participa de muntanya i pla, és feréstec en la part que fertilitza l'expressat riu i estèril en el muntanyenc. PRODUCCIÓ: blat de moro, escanda, faves, blat, sègol, castanyes, patates, lli, llegums i fruites: manté bestiar boví; hi ha caça i pesca de diverses classes. INDÚSTRIA: l'agricultura i 3 molins fariners. POBLACIÓ: 66 veïns i 250 ànimes. | » |
| — Diccionari geogràfic-estadístic-històric d'Espanya i les seves possessions d'Ultramar. Pascual Madoz. Any 1849. | |   |

Lluerces, juntament amb tots els seus llocs, es va integrar posteriorment en la parròquia de Courias, llevat Villagonzay que ho va fer en la de Sandamías.